# Монтес, Сара
Сара Монтес (исп. Sara Montes; род. 7 июня 1926, Морелия, Мичоакан, Мексика) — мексиканская актриса.

## Биография
Родилась 7 июня 1926 года в Морелии. С детства мечтала стать актрисой; в 20 лет дебютировала в кино. Снялась в 49 фильмах и телесериалах.
В Мексике её называют королевой эпизода, так как в начале кинокарьеры (1946—1963) она снималась в основном в эпизодических ролях.
С 1963 года, решив посвятить себя семье, не снималась. В 1980 году вернулась в кинематограф и стала известна как актриса телесериалов, благодаря своей близкой подруге Беатрис Шеридан, которая предлагала ей роли в своих сериалах (Просто Мария, Мария Мерседес, Маримар, Мария из предместья, Узурпаторша, Узурпаторша: Продолжение, Росалинда, Злоумышленница); по этим ролям (Эльвира из сериала Просто Мария, Абуэла из сериала Маримар, Элоина из сериала Узурпаторша) Сару Монтес знают в России.
После фильма Письма к Елене (2011), актриса попрощалась с зрителями и завершила актёрскую карьеру по возрасту.

## Фильмография

### СериалыTelevisa
- 1961 — Львица
- 1989-90 — Просто Мария — Эльвира (дубл. Екатерина Васильева).
- 1992 — Мария Мерседес — Ребека.
- 1993 — Сон любви
- 1994 — Маримар — Абуэла.
- 1995 — Мария из предместья — Элиса.
- 1997 — Ураган — Эфигения.
- 1998 — Узурпаторша — Элоина.
- 1998 — Узурпаторша:Продолжение — Элоина.
- 1999 — Росалинда — Сандра Пачеко де Ривера.
- 2001 — Красивая женщина (мини-сериал) — Тереса.
- 2001 — Злоумышленница — Балбина.
- 2003 — Под одной кожей — Амига Эстер.
- 2005-06 — Перегрина — Фермина.
- 2008-09 — Осторожно с ангелом («Злоумышленница-2») — Балбина.

### Сериалы свыше 2-х сезонов
- 1985—2007 — Женщина, случаи из реальной жизни (всего 22 сезона).
- 2008-по с.д — Роза Гваделупе (всего 4 сезона) — Луча